# Papendorp (Utrecht)
Bedrijvengebied Papendorp is een buurt in de wijk Leidsche Rijn in de gemeente Utrecht. Het stedenbouwkundig ontwerp is vervaardigd door Wissing Stedebouw en werd in 2009 bekroond met de Rietveldprijs.
De buurt wordt begrensd door de Leidse Rijn in het noorden, het Amsterdam-Rijnkanaal in het oosten, de A12 in het zuiden, het verkeerssknooppunt Oudenrijn in het zuidwesten en de A2 in het westen.
Papendorp is het meest oostelijke van een reeks van drie op elkaar aansluitende bedrijvengebieden. Direct aan de overzijde van de A2 ligt het nog te ontwikkelen Bedrijvengebied Strijkviertel. Direct ten westen daarvan ligt het reeds volgebouwde Bedrijvengebied Oudenrijn in De Meern, waar vooral de sectoren handel, transport en industrie sterk vertegenwoordigd zijn, terwijl in Papendorp kantoren, zoals het hoofdkantoor van Stork, het beeld bepalen. De drie genoemde bedrijvengebieden hebben gemeenschappelijk dat zij zeer gunstig liggen ten opzichte van de autosnelwegen A2 en A12.
De Prins Clausbrug over het Amsterdam-Rijnkanaal is de kortste verbinding tussen Papendorp en het aan de overzijde gelegen Kanaleneiland, dat op zijn beurt een rechtstreekse verbinding heeft met het treinstation Utrecht Centraal. De vrije busbaan over deze brug is een belangrijke schakel in de verbinding tussen de stad Utrecht en het zuidwestelijk deel van de provincie Utrecht met onder andere de steden Vianen, Leerdam, IJsselstein, Schoonhoven, Montfoort, Oudewater en Woerden. Sinds 2019 is deze busverbinding nog sneller geworden dankzij de oplevering van onderdoorgangen van de busbaan onder twee drukke rotonden op Kanaleneiland.
Een brug over de A2 in het noorden van Papendorp verbindt deze buurt met De Meern en verder gelegen woonplaatsen. Ook de vrije busbaan van Utrecht naar De Meern gaat over deze brug. Deze route loopt via de bedrijvengebieden Strijkviertel en Oudenrijn. De 6 km lange busrit van Utrecht Centraal naar busstation De Meern duurt 12 minuten.
Enkele wegen in het Bedrijvengebied Papendorp zijn vernoemd naar beroemde cartografen, onder wie Mercator en Ortelius. 

## Geschiedenis
Van oorsprong is Papendorp een polder. Dit gebied is in de 12e eeuw ontgonnen. Het lag net buiten de Stadsvrijheid van Utrecht en was een gerecht tot 1811, toen het met enkele aangrenzende gerechten samengevoegd werd tot de gemeente Oudenrijn. In het midden van de twintigste eeuw werd Papendorp door de aanleg van het Amsterdam-Rijnkanaal in tweeën gedeeld. De gemeente Utrecht had ten behoeve van woningbouw het oog laten vallen op het deel van Papendorp aan de oostzijde van dit kanaal. Om die reden vond in 1954 een gemeentelijke herindeling plaats, waardoor geheel Papendorp in de gemeente Utrecht kwam te liggen. Het deel ten westen van het Amsterdam-Rijnkanaal bleef vooralsnog weidegebied met melkveehouderijen, hoewel in de noordpunt een aluminiumfabriek en de Koninklijke Maatschappij Wegenbouw waren gevestigd langs het kanaal. Het deel aan de oostzijde van het nieuw gegraven kanaal lag op een eiland, omgeven door dit kanaal, het oudere Merwedekanaal en de Leidse Rijn, vanwaar de naam Kanaleneiland.
De aanleg van het Amsterdam-Rijnkanaal en de bouw van de wijk Kanaleneiland hadden gevolgen voor het wegenplan en bestaande woningen. Een boerderij aan de Leidse Rijn met de naam Papendorp lag op het tracé van het nieuwe kanaal en werd daarom afgebroken. De bijna 5 km lange van noord naar zuid lopende Galecopperdijk werd door het nieuwe kanaal in tweeën gedeeld. Daardoor kwam de meest noordelijke kilometer van deze weg te liggen aan de Utrechtse (oost)zijde van het kanaal. Om vanuit Utrecht het overige deel van de Galecopperdijk te bereiken moest men het kanaal oversteken via de Oudenrijnsebrug. Vervolgens bereikte men met een grote draai naar rechts en omlaag de dijk aan de westoever van het kanaal. Deze liep onder de zojuist genoemde brug door en boog na ruim 1 km naar rechts. Op dat punt begon het (zuidelijke) vervolg van de oude Galecopperdijk. Het nieuwe stuk dijk langs het kanaal kreeg nu ook de naam Galecopperdijk. Het ongeveer 1 km lange noordelijke deel van de oude Galecopperdijk, dat aan de oostzijde van het kanaal lag, kreeg een nieuwe naam: de Wethouder Diemontlaan. In het midden van de jaren 50 moest deze laan echter wijken voor woningbouw in de nieuwe wijk Kanaleneiland. Ook werd de aan deze weg gelegen boerderij Transwijk gesloopt. Een belangrijk gebouw aan de Wethouder Diemontlaan was het Homeopathisch Ziekenhuis Oudenrijn. Dit ziekenhuis verhuisde al snel naar een groter gebouw dat direct achter het oorspronkelijke lag. Het oude gebouw is nog enkele decennia blijven staan. Thans is van de Wethouder Diemontlaan niets meer bewaard gebleven dan enkele blokken woningen daterend van omstreeks 1930 nabij het 24 Oktoberplein.
In 1954, het jaar van de gemeentelijke herindeling, toen de gemeente Oudenrijn werd opgeheven, werd de naam Galecopperdijk gewijzigd in Groenewoudsedijk. Dit betrof alleen het Utrechtse deel. Ten zuiden van de A12, in Jutphaas (later opgegaan in Nieuwegein), bleef de naam Galecopperdijk onveranderd.
Omstreeks de millenniumwisseling werd een begin gemaakt met het geschikt maken van het westelijk deel van Papendorp voor de vestiging van kantoren en bedrijven. Hiervoor moesten alle boerderijen en bijbehorende gebouwen in dit gebied worden afgebroken. De meest bijzondere boerderij, Groenewoud, is voordat deze in februari 2000 voorgoed verloren ging door historici uitvoerig onderzocht en gedocumenteerd. In de noordpunt van het gebied, die ingeklemd ligt tussen het Amsterdam-Rijnkanaal en de A2, kon de bestaande bebouwing blijven bestaan. Dit betreft met name de aluminiumfabriek en enkele woningen aan de doodlopende Taatsendijk.

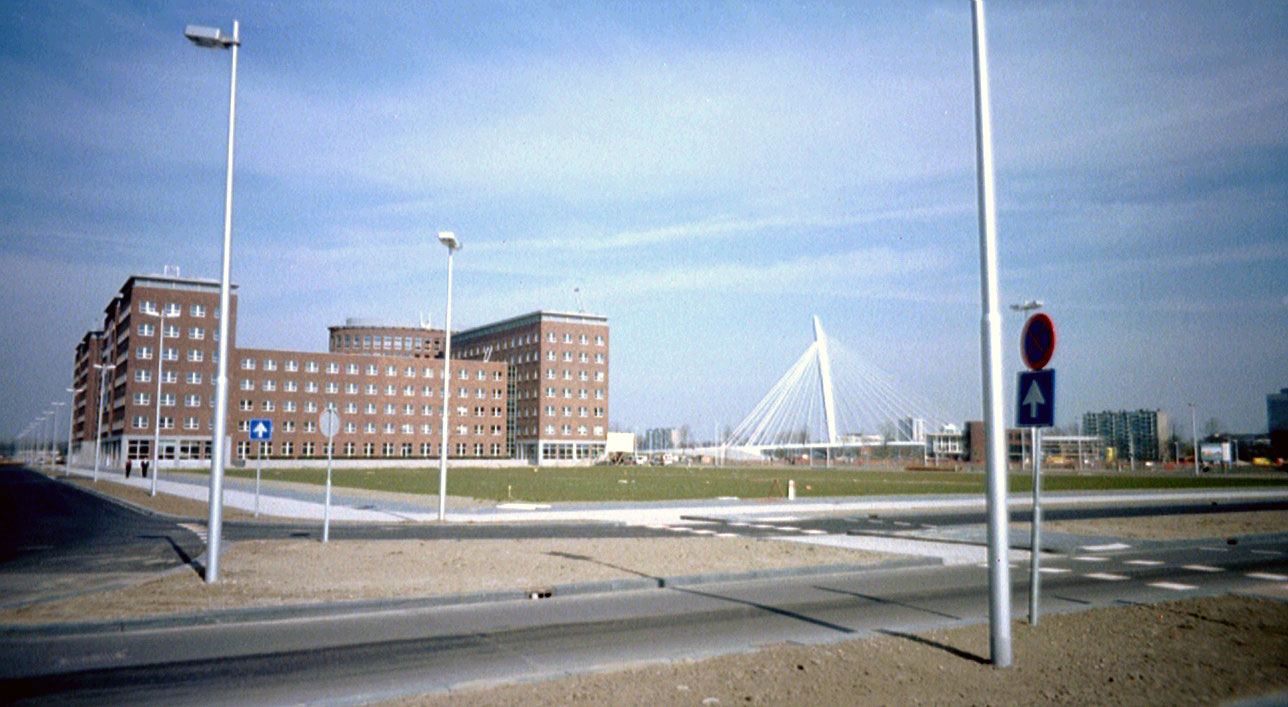
Papendorp en de Prins Clausbrug.

Grauwaart · Hoge Weide · Langerak · Leeuwesteyn · Leidsche Rijn Centrum · Papendorp · Parkwijk · Rijnvliet · Strijkviertel · Terwijde · De Wetering · Het Zand